# أبو الحسن
أبو الحسن هي بلدية تابعة لولاية الشلف في الجزائر، تعد من أقدم البلديات، حيث أنشأت من طرف الاستعمار الفرنسي سنة 1880 تحت اسم كافينياك Cavaignac. لتضم حوالي 60 معمرا أوروبيا بالإضافة إلى سكان قبيلة بني تامو الموزعون على الأرياف. تقع أبو الحسن على ضفاف واد علالة، وتبعد ب 54 كم شمال الشلف و277 كم جَنُوب غرب الجزائر العاصمة، وتتميز بطابعها الفلاحي، وقد ساهم مناخها المتوسطي المعتدل وتربتها الخصبة في ازدهار محاصيل الكروم والحمضيات في وقت الاستعمار والقمح والحبوب بعد الاستقلال.

## النشأة والتسمية
سميت أبوالحسن قبل الاحتلال الفرنسي للجزائر باسم بني تامو، إحدى قبائل بني ودرن الأمازيغية، التي استوطنت المنطقة وكانت تضم حوالي 1400 ساكن. سنة 1880 قررت سلطات الاحتلال الفرنسي إنشاء مركز سكاني في المنطقة لاستضافة حوالي 60 معمرا على رقعة مساحتها 12232 هكتار، حملت هذه البلدية اسم لويس أوجين كافينياك (بالفرنسية: Eugène Cavaignac)‏، جنرال فرنسي و  الحاكم العام السابق للجزائر. وبعد استرجاع السيادة الوطنية ونظرا للباع الطويل للمنطقة في حرب التحرير، قررت السلطات الجزائرية تسميتها باسمها الحالي«أبو الحسن»، نسبة إلى الاسم الثوري للشهيد زناسني عبد القادر أحد شهداء ثورة التحرير الجزائرية الذي استشهد فيها في فبراير 1962.

## الموقع
تقع بلدية أبو الحسن شمال مدينة الشلف وتبعد عنها بحوالي 57 كم. يحدها من جهة الشمال بلديتا تنس و سيدي عبد الرحمان، ومن الشرق بلدية سيدي عكاشة، ومن الغرب بلدية تلعصة، ومن الجَنُوب بلديتا تاجنة وبوزغاية. أما بالنسبة للحدود الطبيعية، فيظهر جهتي الجَنُوب والشرق وادي علالة. أما الحدود الشِّمالية فهي جبل غيده والعامري.
تضم البلدية إضافة إلى مركزها كلا من: قرية سي الوليد (قالول سابقا) وحي القلعة 2 شمالا، حي تافراوت وحي المجاهدية شرقا. لذلك؛ تتربع على مساحة إجمالية تقدر بـ 9900 هكتار (99 كم2)، تمتد بين دائرتي عرض 23«26' 36° شمالاً و42» 24' 36° شمالاً، وخطي طول 9«15' 1° شرقا و15» 9' 1° شرقاً.

## إداريا

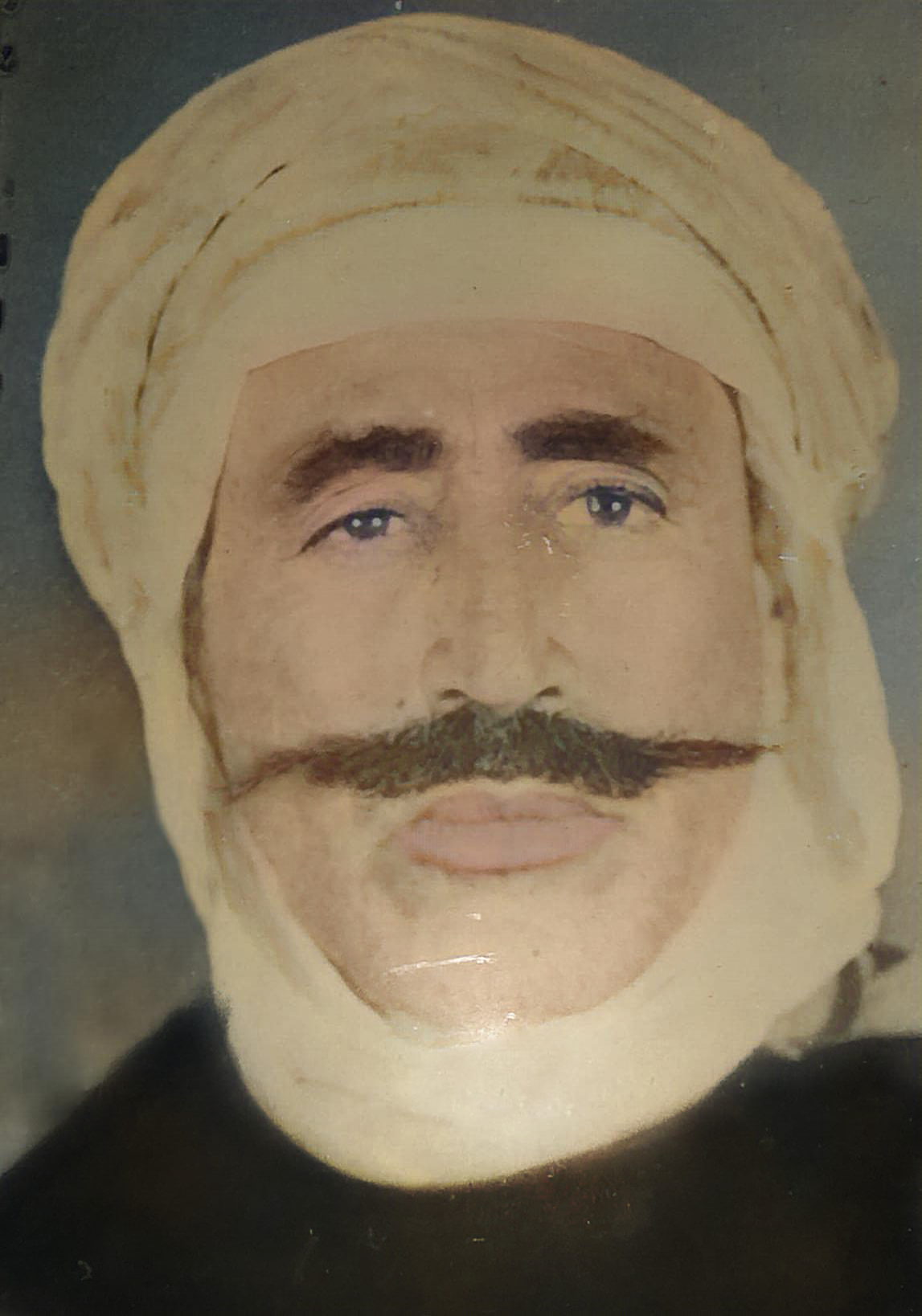
ثابت فوكراش أول رئيس بلدية عربي لبلدية أبوالحسن

بعدا نشاءها كمركز سكاني بموجب مرسوم صادر في 10 نوفمبر1879 ترأس على مجلسها البلدي فيليبرت لوبريتر Philibert LAUPRÊTRE الذي شغل في نفس الوقت رئيس بلدية تنس، ثم خلفه فاليير لويس VALLIER Louis سنة 1886 بعد إعطائها صفة بلدية كاملة الوظائف. وفي انتخابات سنة 1947 أصبحت من أوائل البلديات في الجزائر التي يرأسها عربي منتخب وهو فكراش ثابت
بعد الاستقلال تداول على رئاستها عدة رؤساء بداية بالمجاهد المرحوم عقريد محمد المدعو عبد الرزاق، بعد صدور المرسوم التنفيذي رَقَم 91/306 لتقسيم الإداري سنة 1991 أصبحت مقرا للدائرة.، وتضم دائرتها ثلاث بلديات وهي: أبوالحسن، تاجنة وتلعصة.
قائمة رؤساء المجالس المحلية

| قبل الاستقلال                        | بعد الاستقلال | بعد الاستقلال    |
| ------------------------------------ | ------------- | ---------------- |
| فيليبرت لوبريتر Philibert LAUPRÊTRE  | عقريد محمد    | برايكية براهيم   |
| فاليير لويس VALLIER Louis            | مامي الطيب    | الحاج بوعلي      |
| لوبريتري فيليبرت LAUPRÊTRE Philibert | شردود الفضيل  | ذوادي عبد القادر |
| جاكوتي تشارلز JACOTEY Charles        | لخضر فوقه     | قدور كريمي       |
| مايلي أميدي MAYLIE Amédée            | فوكراش مروان  | عبد الله فوكراش  |
| فكراش ثابت                           | مقداد قنيش    | بوجمعة وناس      |
|                                      | قوريشي معمر   | معمر مصطفى       |
|                                      | قنيش محمد     | هنتور محمد       |

## الديمغرافيا
قبل الاحتلال الفرنسي للجزائر كانت تسكن المنطقة قبيلتا «بني تامو وحمو»، وقد بلغ تعداد سكانها حوالي 1400 شخص، وفي بداية القرن 20، ومع انشائها كمركز سكاني للمعمرين ازداد عدد السكان فيها ليصل إلى 2501 شخص اغلبهم من السكان الأصليين، سنة 1954 بلغ عدد العائلات في بلدية أبو الحسن 755 عائلة منها 100 عائلة أوروبية.
بعد الاستقلال قدر عدد سكانها بعد الإحصاء العام للسكان لسنة 1998 ب 20164، وب 22756 بعد إحصاء سنة 2008، وتشير المعطيات لبلوغ عدد السكان في بلدية أبو الحسن حوالي 31428 سنة 2017.

## الجغرافيا

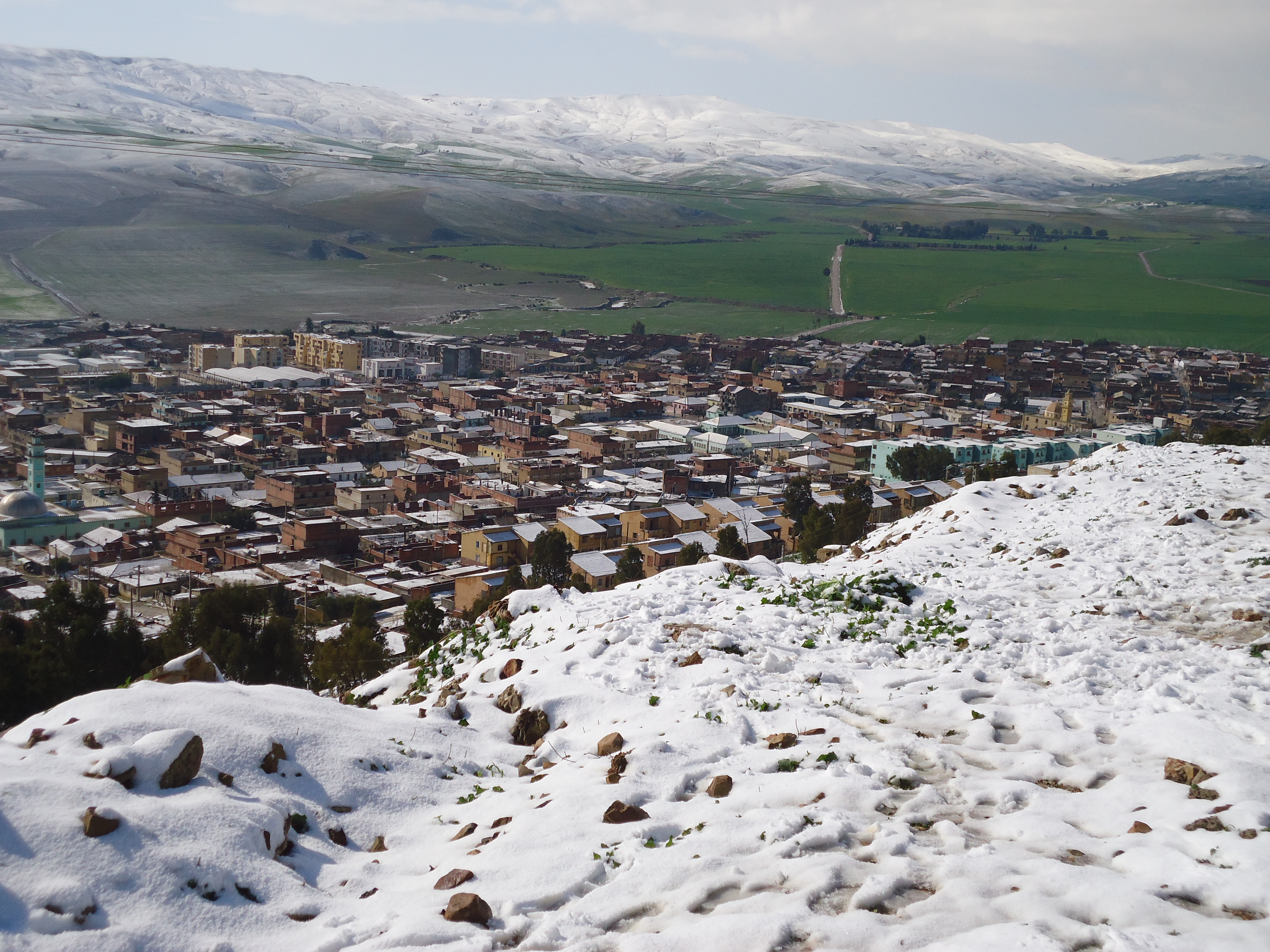
صورة بانورامية لمدينة أبوالحسن بعد تساقط الثلج

بحكم موقعها في وَسَط حوض رسوبي، تتميز بلدية أبو الحسن بمساحاتها المسطحة والمستوية حيث تقدر ب 2000 هكتار، ويقطعها من الشرق إلى الغرب وادي علالة الذي يصب في البحر الأبيض المتوسط، شمالا يطل على البلدية كل من جبل غيده والعامري اللذان يتميزان بغطاء نباتي كثيف وتنوع إيكولوجي كبير.

## المناخ
تقع أبوالحسن على ارتفاع حوالي 110 متر عن سطح البحر، ويسودها مناخ البحر الأبيض المتوسط الدفئ شتاءَ والمعتدل صيفا، حيث تبلغ متوسط درجة الحرارة فيها 15 درجة شتاءَ و30 درجة صيفا، كما يوجد بها عدة آبار ومنابع للمياه، حيث تتميز هذه الأخيرة بجودتها وتوفرها طوال أشهر السنة.

## الاقتصاد

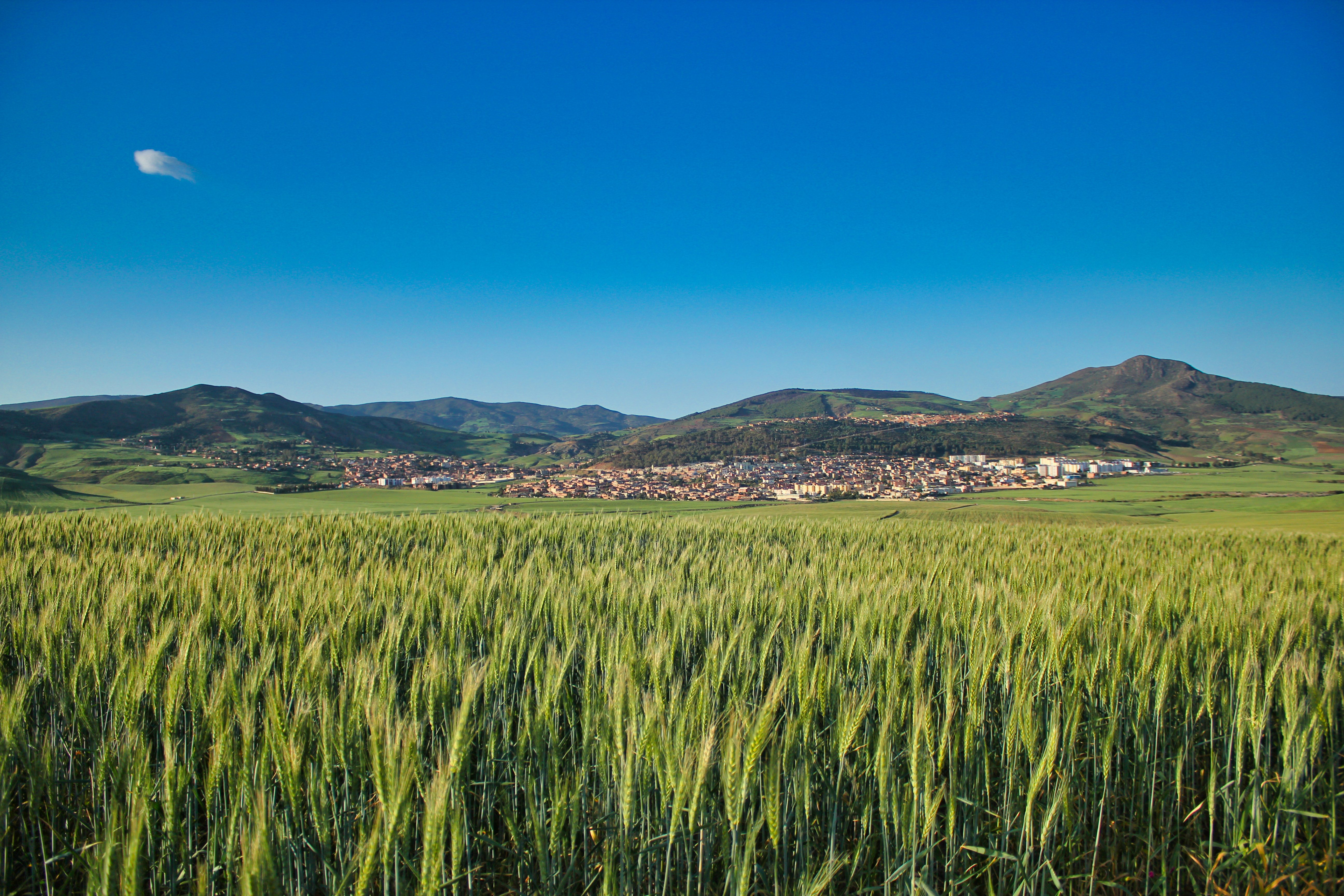
حقول القمح تحيط ببلدية أبو الحسن

أبو الحسن هي بلدية فلاحية مئة بالمئة، تقدر مساحتها الصالحة للزراعة حوالي 7300هكتار من بينها 2000 هكتارا اراضي مستوية ومسطحة صالحة لكل المزروعات ولا سيما الزراعة الصناعية، وهو ما استغله المعمرين حيث قاموا بزراعة الكروم بداية من سنة 1862 لتبلغ مساحتها 96 هكتارا سنة 1900، وأنشأت بعدها نِقَاط التخزين في كل من أبو الحسن وسي الوليد.
بعد الاستقلال ومن خلال سياسة الثورة الزراعية للرئيس هواري بومدين تم تحويل حقول الكروم إلى حقول قمح وشعير ومختلف الحبوب التي اعطت نتائج جِدّ حسنة في ذلك الوقت، وانشات على أثرها نقطة تخزين تابعة للديوان الوطني للحبوب.
حاول المعمرون في بداية تواجدهم في المنطقة إدخال سلالات جديدة للحيوانات، عام 1898، بتربية الإبل، ثم تجرِبة تأقلم بعض أنواع الأبقار والغنم الذي تعيش في المناطق الحارة ولكن دون جدوى. بعد ذلك، تم الحصول على نتائج مشجعة أكثر مع الأغنام والبقر المحلية التي كان ومازال يمارس نشاط تربيتها سكان بلدية أبو الحسن.
في السنوات الأخيرة وبعد ازدياد الطلب عليها، انتشرت في المنطقة حضائر تربية الدجاج وإنتاج البيض خاصة في المناطق البعيدة عن السكان.
يوجد في بلدية أبو الحسن مركَب صناعي واحد، وهو مصنع صيدال المتخصص في إنتاج مواد ومولدات لحام الحديد.

## الثقافة، التعليم والرياضة
تميزت المنطقة في الماضي بوعدة العامري التي تجذب سكان المدن المجاورة، كما تقام فيها في السنوات الأخيرة عروض الفنتازيا والخيالة، وتعرف أيضا بنشاط الصناعات التقليدية كالفخار والأواني والأفرشة والزرابي.
توجد في البلدية ثمان مدارس ابتدائية، ثلاث متوسطات بالإضافة إلى ثانوية ومركز تكوين مهني، وبها مركز ثقافي، دار للشباب، مكتبة ودار للكشافة الإسلامية، كما تضم عدة مساجد ومصليات منها المسجد الوطني أبو بكر الصديق.
كما يوجد بها عدة مرافق رياضية أهمها الملعب البلدي والخاص بفريق الأمل الرياضي لبلدية أبو الحسن.

## محطات في تاريخ البلدية
- 10 نوفمبر1879 : إنشائها كمركز سكني للمعمرين بموجب مرسوم تحت اسم «كافينياك»
- 25 أوت 1922 : زلزال بشدة أكثر من 5 درجات يضرب أبو الحسن ويدمر اغلبية مبانيها.
- 1947: أول رئيس بلدية عربي في الجزائر على رأس بلدية أبو الحسن.
- 28 جوان 1958: مجزرة حي 107 شهيد من طرف جيش الاحتلال الفرنسي.
- 19 فبراير 1962: استشهاد زناسني عبد القادر المدعو «أبو الحسن» بجبل العامري على إثر وشاية به.
- 1973 : زيارة الرئيس الراحل هواري بومدين للبلدية.
- 1991-1999: العشرية السوداء وتداعياتها على المنطقة، حيث شهدت عدة مجازر وتفجيرات أهمها: حرق مقر البلدية سنة 1995 وتفجيرات السوق الأسبوعي سنة 1999.
- 16 ديسمبر 2006: زلزال بقوة 5.1 درجة مركزه تاجنة، يضرب المنطقة ويحدث حالة فزع.
- 2020-2021 : الأزمة الصحية العالمية الناتجة عن انتشار فيروس كورونا وما انجر عنها من حجر صحي شل أغلبية بلديات الوطن بما فيها أبو الحسن.